# Apollo 17
Apollo 17 byl poslední let programu Apollo a zároveň doposud poslední let člověka na Měsíc. Byl 43. lodí kosmonautů (astronautů) z naší planety, označen dle COSPAR 1972-096A.

## Posádka

### Základní posádka
- Eugene A. Cernan (3) – velitel letu
- Ronald Evans (1) – pilot velitelského modulu
- Harrison Schmitt (1) – pilot lunárního modulu LM, původní profesí geolog

V závorkách je uvedený dosavadní počet letů do vesmíru včetně této mise.
Gene Cernan, Ron Evans a Joe Engle tvořili záložní posádku letu Apollo 14. Engle létal před programem Apollo v experimentálním letounu X-15, ovšem nikdy nepřesáhl hranici vesmíru, tedy 100 km. Podle zvyklostí v programu Apollo se záložní posádka stala základní o tři lety později. Harrison Schmitt, byl pilot lunárního modulu v záložní posádce letu Apollo 15. Podle výše uvedeného cyklu měl tedy letět při misi Apollo 18. V roce 1970 došlo ke zrušení misí Apollo 18–20 a to znamenalo, že Schmitt nepoletí. Proti tomu se postavili vědci v NASA, kteří lobbovali za to, aby se na Měsíční povrch podíval i profesní geolog. Deke Slayton, astronaut, který rozhodoval o obsazení posádek, se rozhodoval mezi dvěma možnostmi. Buď se vymění pouze Schmitt a poletí základní posádka Apolla 14 (Cernan a Evans) se Schmittem namísto Engleho, či se vymění celá posádka a poletí záložní posádka Apollo 15, tedy ta, se kterou Schmitt trénoval, a ta, která měla letět až jako Apollo 18. Bylo rozhodnuto o první možnost a došlo k přeřazení Harrisona Schmitta na místo Josepha Engla.

### Původní
- David Scott (3) – velitel
- Alfred Worden (1) – pilot velitelského modulu
- James Irwin (1) – pilot lunárního modulu

V závorkách je uvedený dosavadní počet letů do vesmíru. 

### Nahrazení
- John Young (4) – velitel
- Stuart Roosa (1) – pilot velitelského modulu
- Charles Duke (1) – pilot lunárního modulu

V závorkách je uvedený dosavadní počet letů do vesmíru. 
Záložní posádkou se stala základní posádka letu Apollo 15 až když se vědělo, že Apollo 17 bude poslední misí na Měsíční povrch. Avšak po skandálu se známkami při letu Apollo 15, kdy Scott, Worden a Irwin měli prodat dopisní obálky s upomínkou na jejich let, které nebyly výslovně schváleny, německému obchodníku s poštovními známkami a zisk z prodeje byl použit pro založení svěřeneckého fondu pro děti posádky Apolla 15, byli nahrazeni velitelem a pilotem lunárního modulu Apolla 16 Youngem a Dukem a Roosou z Apolla 14 jakožto pilotem velitelského modulu.

## Start
Apollo 17 odstartovalo 7. prosince 1972 z mysu Canaveral na Floridě.

## Průběh letu

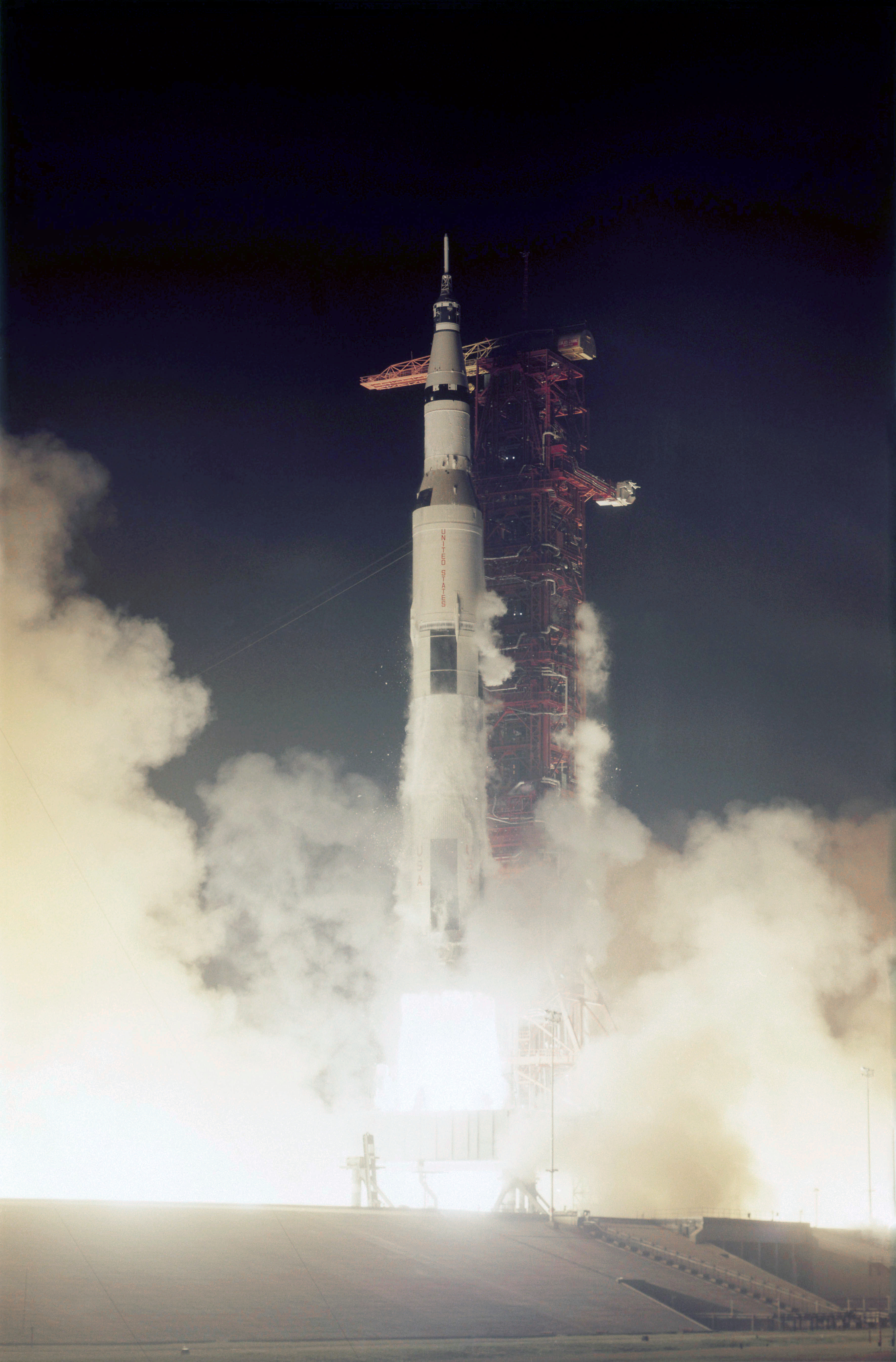
Start rakety Apollo 17 Saturn V z rampy A startovního komplexu 39 Kennedyho vesmírného střediska na Floridě

Zatímco velitelský modul America s Ronem Evansem na palubě pokračoval v obletech Měsíce (celkem 75 obletů), lunární modul Challenger s posádkou Eugene A. Cernan a Harrison Schmitt přistál 11. prosince 1972 na povrchu Měsíce v údolí Taurus-Littrow v měsíčním Mare Serenitatis. Den předtím na povrch asi 350 km daleko dopadl poslední stupeň nosné rakety Saturn. Posádka strávila na povrchu Měsíce celkem 75 hodin. Během této doby uskutečnila 3 výstupy na povrch Měsíce v celkovém trvání 22 hodin a 4 minuty, při nichž prozkoumala s použitím lunárního vozítka Lunar Rover celkem 33,8 km údolí Taurus-Littrow. Během druhé vycházky nalezla posádka několik kilometrů od lunárního modulu horninu s oranžovou barvou. Na Zemi dopravila celkem 110,5 kg vzorků měsíční horniny.
Během návratu k Zemi uskutečnil pilot velitelského modulu Ronald Evans výstup (tzv. EVA) do otevřeného vesmíru v délce 1 hodiny a 6 minut, při němž vyjmul z kamery umístěné na vnějším plášti Apolla 17 tři kazety s naexponovaným filmem.

## Přistání na Zemi
Velitelský modul Apolla 17 přistál 19. prosince 1972 v Tichém oceánu poblíž souostroví Samoa přibližně 640 metrů od předpokládaného bodu přistání ve vzdálenosti 6,5 km od záchranné lodi USS Ticonderoga.

## Zajímavosti
Velitel Apolla 17 Eugene A. Cernan se zapsal do historie jako poslední člověk, který zanechal své stopy na Měsíci. Během svých procházek po povrchu měl s sebou také československou vlajku jako symbol svého vztahu k předkům, pocházejícím z Čech a ze Slovenska, kterou později věnoval Astronomickému ústavu AV ČR v Ondřejově.
Dne 7. prosince 1972 pořídila posádka ze vzdálenosti asi 45 000 km fotografii plně osvětlené polokoule Země, která byla nazvána Modrá skleněnka. Jedná se o jedinou takovou fotografii pořízenou během pilotovaných letů a posádka Apolla 17 jsou jediní lidé, kteří takto na vlastní oči Zemi spatřili.

## Galerie

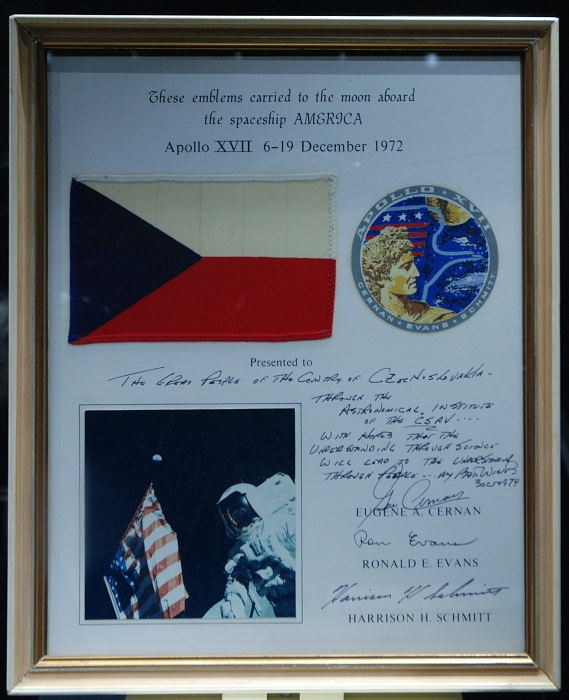
Československá vlajka na palubě Apollo 17
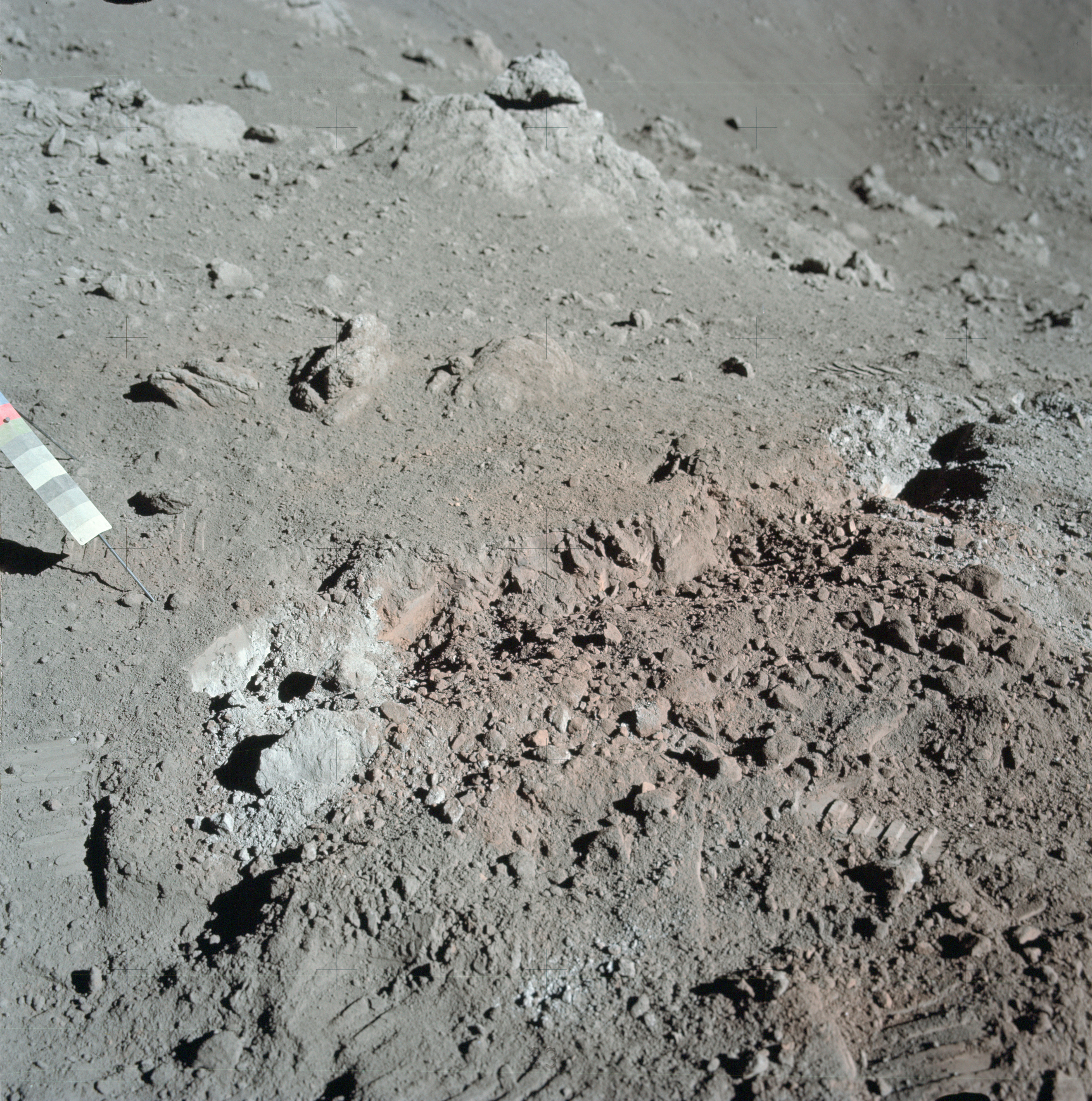
Oranžová půda
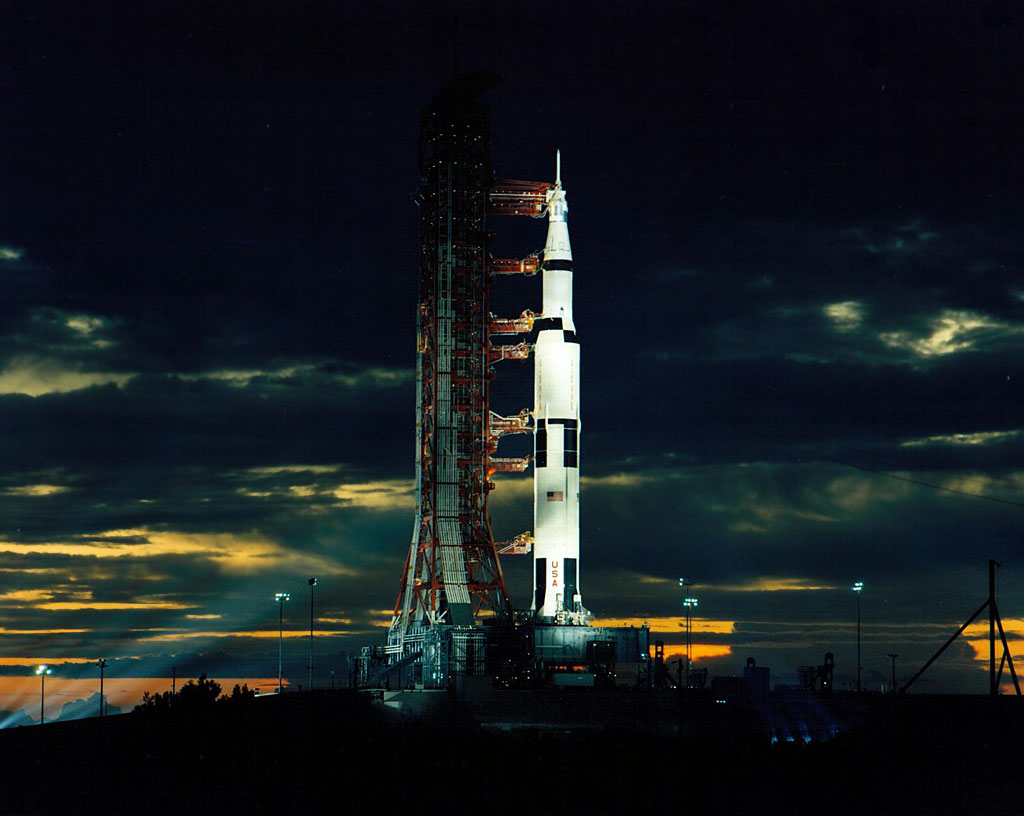
Raketa Saturn s lodí Apollo 17
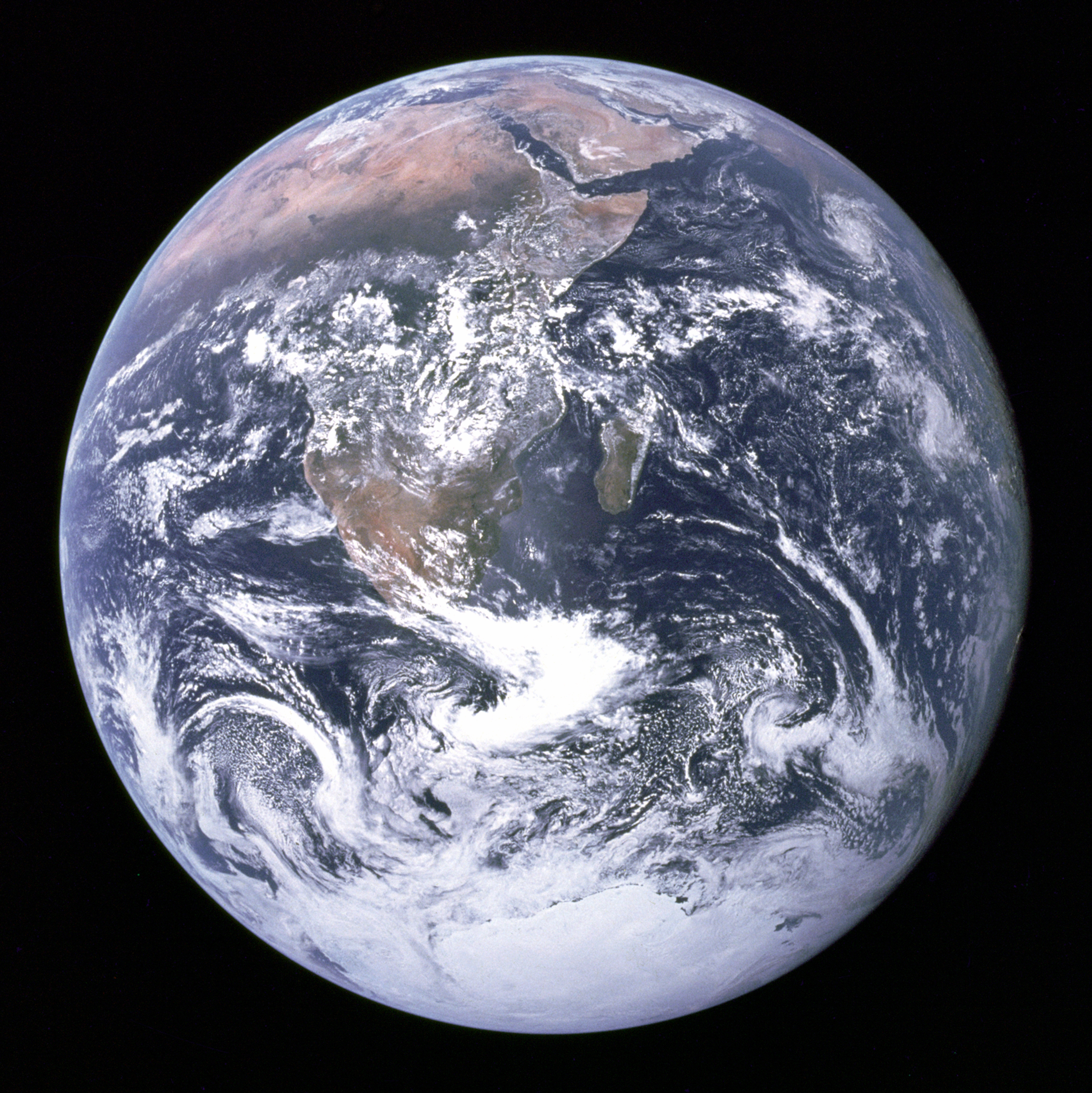
Nejznámější fotografie Země pořízená posádkou Apolla 17 nazvaná Modrá skleněnka
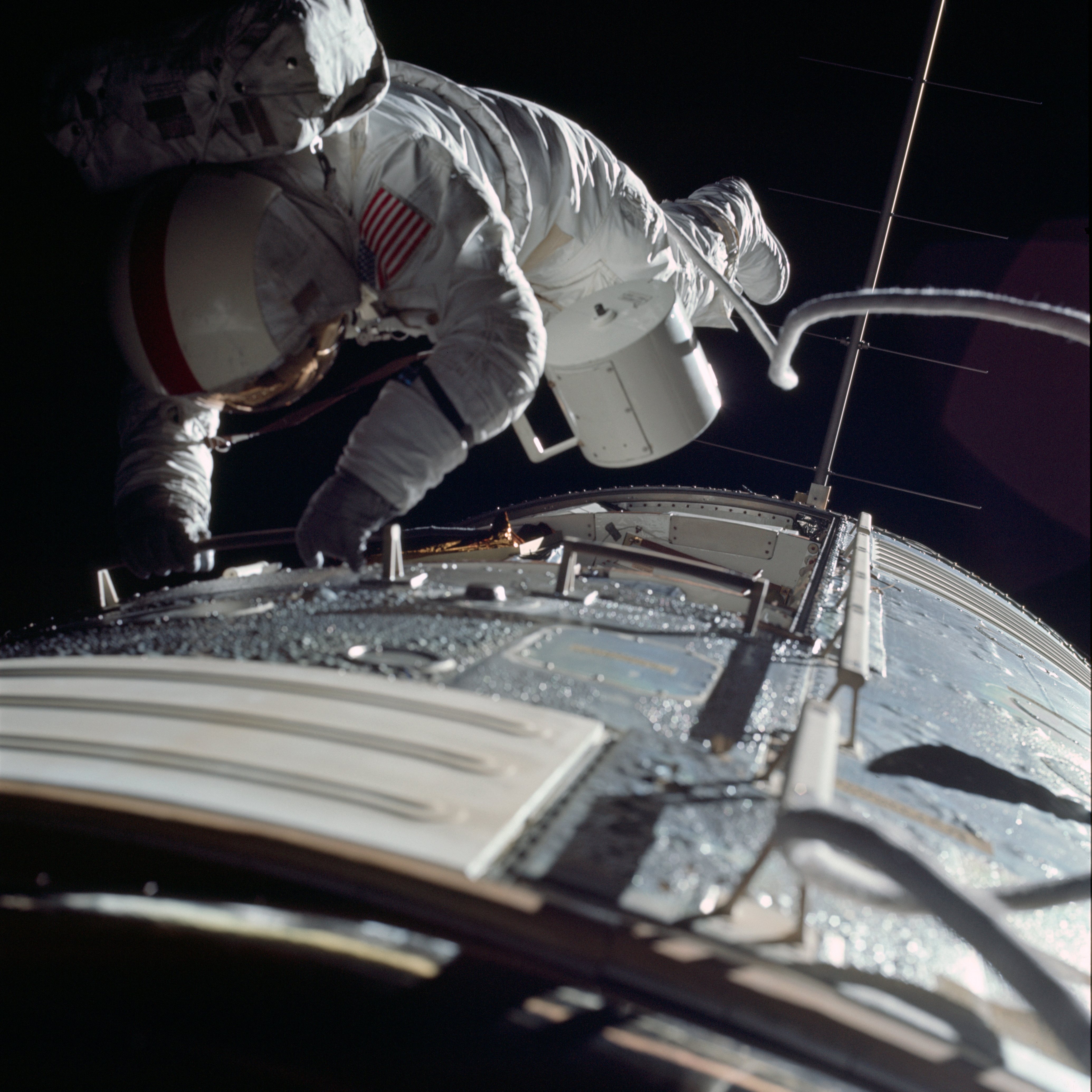
Poslední EVA v hlubokém vesmíru
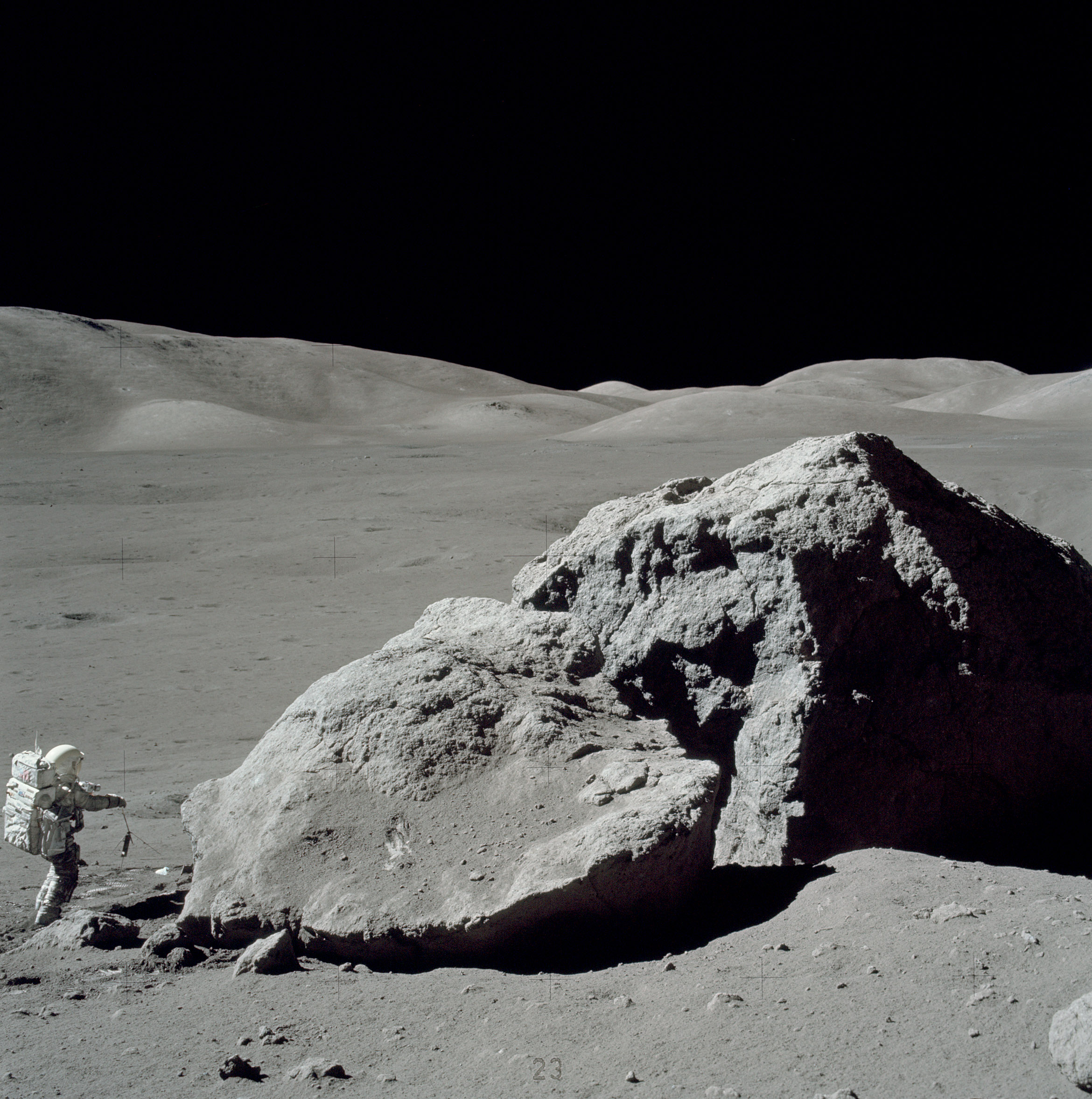
Jack Schmitt stojící vedle balvanu na Měsíčním povrchu
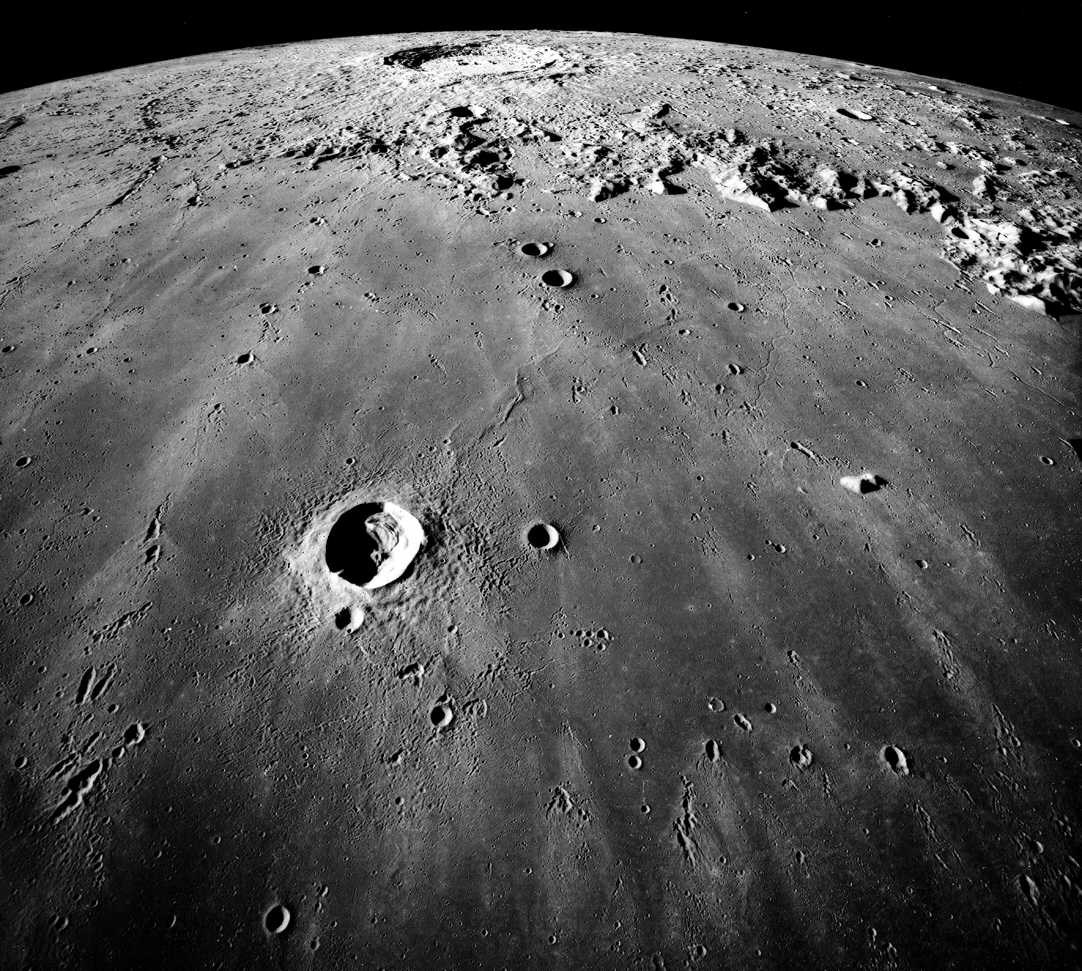
Moře dešťů vyfocené z velitelského modulu